# Els Campassos (Monistrol de Calders)
Els Campassos són uns amples camps de conreu del terme municipal de Monistrol de Calders, al Moianès.
Estan situats a l'esquerra del Calders, al lloc on hi ha la Resclosa dels Campassos (o del Molí de la Païssa). El riu hi forma un meandre en doble angle recte que, en època de fortes pluges, inunda una part dels Campassos: el tros que s'inunda freqüentment es coneix, humorísticament, a Monistrol de Calders com a camp de l'arròs.
Als Campassos hi ha actualment la Granja dels Campassos, i antigament hi havia hagut el mas Casalliga, del qual no en queda cap vestigi. S'hi troba Barraca de l'Esquirol, un edifici circular de pedra seca coberta de falsa cúpula, porta de llinda plana monolítica i orientada al nord; sobre la llinda de la porta hi ha una petita obertura.